# WeatherTech SportsCar Championship 2023
Navigation
Édition précédente Édition suivante
La saison 2023 du WeatherTech SportsCar Championship est la dixième édition de cette compétition issue de la fusion des championnats American Le Mans Series et Rolex Sports Car Series.
Cette année, la catégorie DPi Le Mans disparaît des catégories de voitures participant au championnat. Elle est remplacée par la catégorie GTP, elle-même composée des voitures répondant à la réglementation LMDh.
Au sein de ce championnat, une mini-série regroupant les quatre principales courses (24 Heures de Daytona, 12 Heures de Sebring, 6 Heures de Watkins Glen et Petit Le Mans) existe, dont Michelin reste partenaire en lui donnant le nom de Michelin Endurance Cup.

## Calendrier
Le 6 août 2022, dans le cadre des Road Race Showcase 2022, l'IMSA dévoile le calendrier de la saison 2023 du WeatherTech SportsCar Championship. Par rapport à la saison 2022, le championnat est de retour sur l'Indianapolis Motor Speedway après plus de 9 ans d'absence. Il est également à noter l'absence du Sports Car Challenge at Mid-Ohio et du Detroit Grand Prix.
| Rnd. | Course                            | Durée               | Classes                  | Circuit                        | Lieu          | État, Pays              | Date            |
| ---- | --------------------------------- | ------------------- | ------------------------ | ------------------------------ | ------------- | ----------------------- | --------------- |
| 1    | Rolex 24 at Daytona               | 24 heures           | Toutes                   | Daytona International Speedway | Daytona Beach | Floride, États-Unis     | 28 & 29 janvier |
| 2    | Mobil 1 Twelve Hours of Sebring   | 12 heures           | Toutes                   | Sebring International Raceway  | Sebring       | Floride, États-Unis     | 18 mars         |
| 3    | Grand Prix de Long Beach          | 1 heure 40 minutes  | GTP, GTD Pro & GTD       | Circuit urbain de Long Beach   | Long Beach    | Californie, États-Unis  | 15 avril        |
| 4    | Monterey Sports Car Championships | 2 heures 40 minutes | GTP, LMP2, GTD Pro & GTD | Circuit de Laguna Seca         | Monterey      | Californie, États-Unis  | 14 mai          |
| 5    | Sahlen's Six Hours of The Glen    | 6 heures            | Toutes                   | Watkins Glen International     | Watkins Glen  | New York, États-Unis    | 25 juin         |
| 6    | SportsCar Grand Prix              | 2 heures 40 minutes | GTP, LMP3, GTD Pro & GTD | Canadian Tire Motorsport Park  | Bowmanville   | Ontario, Canada         | 9 juillet       |
| 7    | Northeast Grand Prix              | 2 heures 40 minutes | GTD Pro & GTD            | Lime Rock Park                 | Lakeville     | Connecticut, États-Unis | 22 juillet      |
| 8    | Road America                      | 2 heures 40 minutes | Toutes                   | Road America                   | Elkhart Lake  | Wisconsin, États-Unis   | 6 août          |
| 9    | Michelin GT Challenge at VIR      | 2 heures 40 minutes | GTD Pro & GTD            | Virginia International Raceway | Alton         | Virginie, États-Unis    | 27 août         |
| 10   | Battle On The Bricks              | 2 heures 40 minutes | Toutes                   | Indianapolis Motor Speedway    | Speedway      | Indiana, États-Unis     | 17 septembre    |
| 11   | Motul Petit Le Mans               | 10 heures           | Toutes                   | Road Atlanta                   | Braselton     | Géorgie, États-Unis     | 14 octobre      |

## Engagés

### GTP

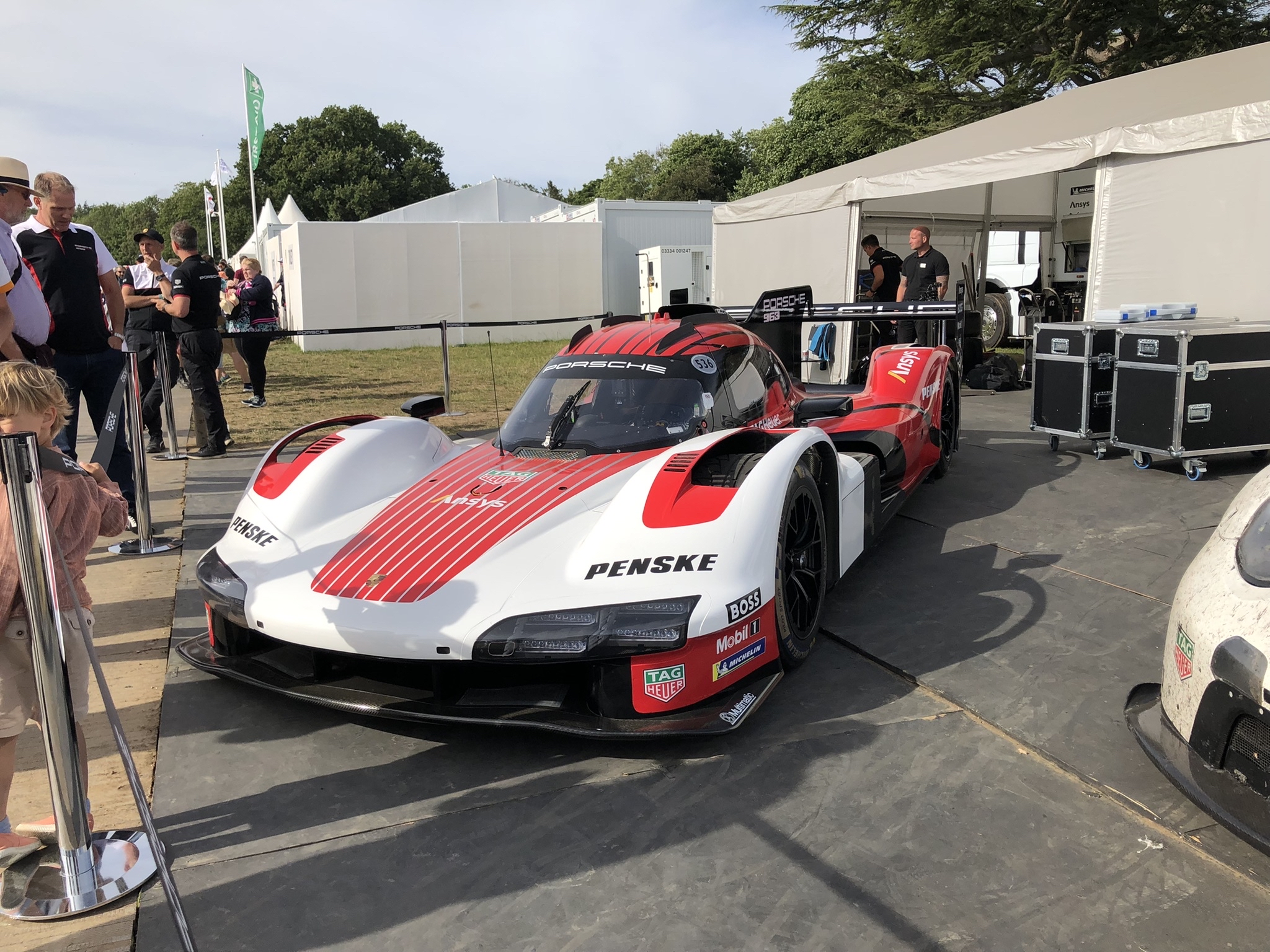
Porsche 963 lors du Goodwood Festival of Speed 2022

La classe GTP est composée des voitures répondant aux réglementations LMDh, créée conjointement par l'IMSA et l'ACO.
La Balance des Performances (BOP) entre les GTP est vérifiée, avec notamment des essais en soufflerie pour mesurer les performances aérodynamiques des voitures. Les commissaires de l'IMSA testent et vérifient également les moteurs avec pour objectif de maintenir une puissance maximale de 600 ch et un niveau comparable de puissance et de couple.
Les pneus Michelin sont utilisés par toutes les voitures.
| No. | Pays | Écurie                                 | Voiture             | Pilotes                           | Pilotes                             | Pilotes                         | Pilotes               |
| GTP | GTP  | GTP                                    | GTP                 | GTP                               | GTP                                 | GTP                             | GTP                   |
| --- | ---- | -------------------------------------- | ------------------- | --------------------------------- | ----------------------------------- | ------------------------------- | --------------------- |
| 01  |      | Cadillac Racing                        | Cadillac V-Series.R | Sébastien Bourdais (Toutes)       | Renger van der Zande (Toutes)       | Scott Dixon (1-2, 11)           |                       |
| 02  |      | Cadillac Racing                        | Cadillac V-Series.R | Earl Bamber (1)                   | Alex Lynn (1)                       | Richard Westbrook (1)           |                       |
| 5   |      | JDC Miller MotorSports                 | Porsche 963         | Mike Rockenfeller (4-6, 8, 10-11) | Tijmen van der Helm (4-6, 8, 10-11) | Jenson Button (11)              |                       |
| 6   |      | Porsche Penske Motorsport              | Porsche 963         | Mathieu Jaminet (Toutes)          | Nick Tandy (Toutes)                 | Dane Cameron (1-2)              | Laurens Vanthoor (11) |
| 7   |      | Porsche Penske Motorsport              | Porsche 963         | Matt Campbell (Toutes)            | Felipe Nasr (Toutes)                | Michael Christensen (1-2)       | Josef Newgarden (11)  |
| 10  |      | Konica Minolta Acura                   | Acura ARX-06        | Filipe Albuquerque (Toutes)       | Ricky Taylor (Toutes)               | Louis Delétraz (1-2, 5, 11)     | Brendon Hartley (1)   |
| 24  |      | BMW M Team RLL                         | BMW M Hybrid V8     | Philipp Eng (Toutes)              | Augusto Farfus (Toutes)             | Marco Wittmann (1-2, 11)        | Colton Herta (1)      |
| 25  |      | BMW M Team RLL                         | BMW M Hybrid V8     | Connor De Phillippi (Toutes)      | Nick Yelloly (Toutes)               | Sheldon van der Linde (1-2, 11) | Colton Herta (1)      |
| 31  |      | Whelen Engineering Racing              | Cadillac V-Series.R | Pipo Derani (Toutes)              | Alexander Sims (Toutes)             | Jack Aitken (1-2, 5, 11)        |                       |
| 59  |      | Proton Competition                     | Porsche 963         | Gianmaria Bruni (8, 10-11)        | Harry Tincknell (8, 10-11)          | Neel Jani (11)                  |                       |
| 60  |      | Meyer Shank Racing avec Curb Agajanian | Acura ARX-06        | Tom Blomqvist (Toutes)            | Colin Braun (Toutes)                | Hélio Castroneves (1-2, 11)     | Simon Pagenaud (1)    |

### LMP2

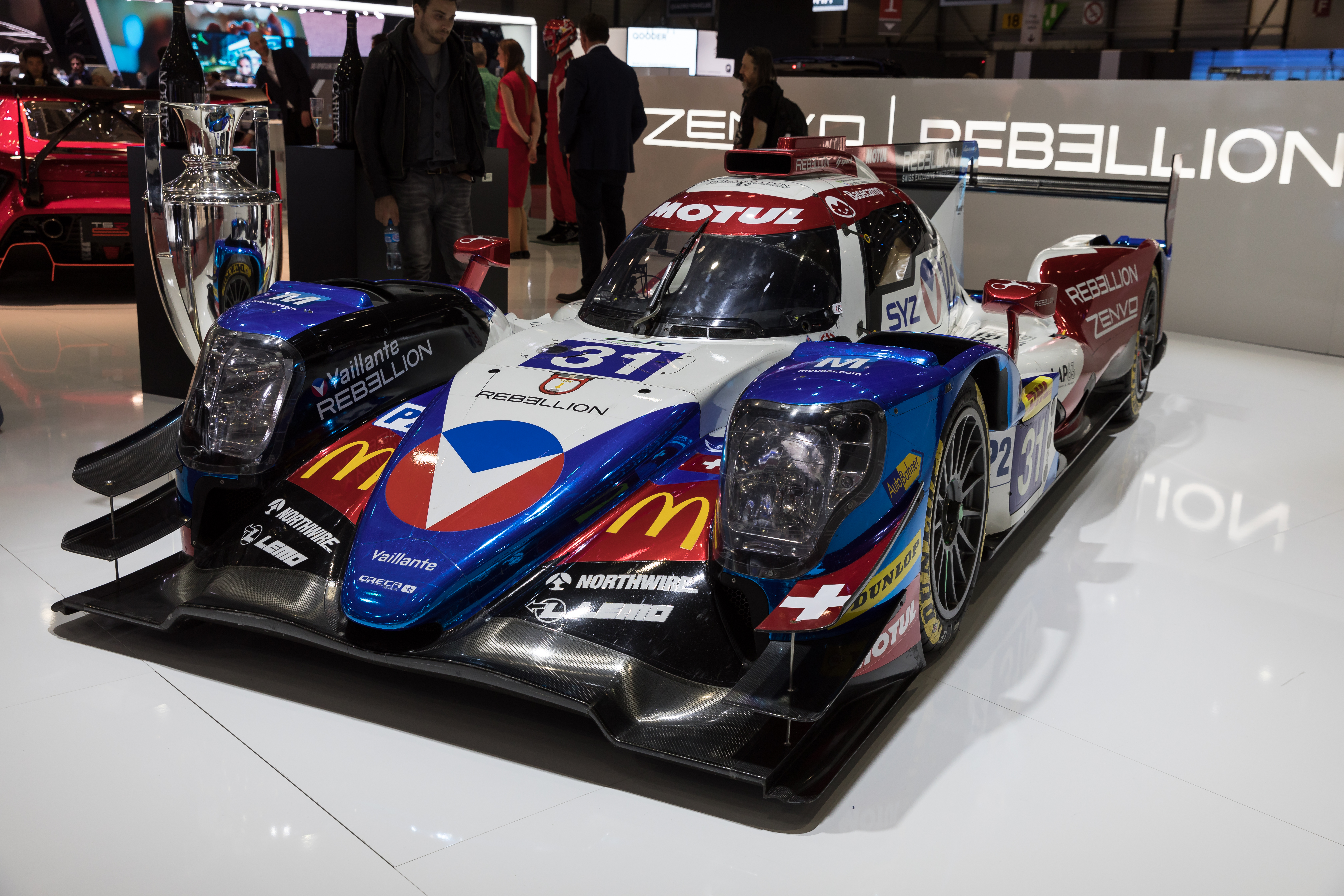
Oreca 07

La classe LMP2 est composée de voitures répondant à la réglementation LMP2 mise en place par l'ACO et la FIA pour le championnat du monde d'endurance FIA, c'est-à-dire comportant un châssis Dallara, Ligier, Oreca ou Riley Technologies, équipé d'un moteur V8 atmosphérique Gibson. Il n'y a pas de BOP dans cette catégorie.
Les pneus Michelin sont utilisés par toutes les voitures.
Cette classe étant une classe Pro-Am, chaque voiture ne doit pas être pilotée par plus de deux pilotes Platinium ou Or sur les courses d'endurance, et doit être pilotée par au moins un pilote Argent ou Bronze sur les autres courses. Le départ doit obligatoirement être pris par le pilote Bronze ou Argent.

| No.  | Pays                      | Écurie                    | Voiture  | Pilotes                      | Pilotes                            | Pilotes                          | Pilotes                |
| LMP2 | LMP2                      | LMP2                      | LMP2     | LMP2                         | LMP2                               | LMP2                             | LMP2                   |
| ---- | ------------------------- | ------------------------- | -------- | ---------------------------- | ---------------------------------- | -------------------------------- | ---------------------- |
| 04   |                           | CrowdStrike Racing by APR | Oreca 07 | Ben Hanley (Toutes)          | George Kurtz (Toutes)              | Esteban Gutiérrez (1)            | Matt McMurry (1)       |
| 04   | Nolan Siegel (2, 5, 11)   | CrowdStrike Racing by APR | Oreca 07 |                              |                                    |                                  |                        |
| 8    |                           | Tower Motorsports         | Oreca 07 | John Farano (1-2, 4)         | Kyffin Simpson (1-2, 5, 11)        | Scott McLaughlin (1-2, 11)       | Josef Newgarden (1)    |
| 8    | Louis Delétraz (4, 8, 10) | Tower Motorsports         | Oreca 07 | Will Stevens (5)             | Salih Yoluç (5)                    | Rodrigo Sales (8)                |                        |
| 8    | Dan Goldburg (10)         | Tower Motorsports         | Oreca 07 | Ari Balogh (11)              |                                    |                                  |                        |
| 11   |                           | TDS Racing                | Oreca 07 | Mikkel Jensen (Toutes)       | Steven Thomas (Toutes)             | Scott Huffaker (1-2, 5, 11)      | Rinus VeeKay (1)       |
| 18   |                           | Era Motorsport            | Oreca 07 | Ryan Dalziel (Toutes)        | Dwight Merriman (Toutes)           | Christian Rasmussen (1-2, 5, 11) | Oliver Jarvis (1)      |
| 20   |                           | High Class Racing         | Oreca 07 | Ed Jones (Toutes)            | Dennis Andersen (1-2, 4, 8, 10-11) | Anders Fjordbach (1-2, 5, 11)    | Raffaele Marciello (1) |
| 20   | Mark Kvamme (5)           | High Class Racing         | Oreca 07 |                              |                                    |                                  |                        |
| 35   |                           | TDS Racing                | Oreca 07 | Giedo van der Garde (Toutes) | François Hériau (1-2, 4)           | Josh Pierson (1-2, 5, 11)        | Job van Uitert (1)     |
| 35   | John Falb (5, 8, 11)      | TDS Racing                | Oreca 07 | Rodrigo Sales (10)           |                                    |                                  |                        |
| 51   |                           | Rick Ware Racing          | Oreca 07 | Eric Lux (1-2, 4-5, 11)      | Devlin DeFrancesco (1-2, 5, 11)    | Pietro Fittipaldi (1-2, 5, 11)   | Austin Cindric (1)     |
| 51   | Juan Pablo Montoya (4)    | Rick Ware Racing          | Oreca 07 |                              |                                    |                                  |                        |
| 52   |                           | PR1 Mathiasen Motorsports | Oreca 07 | Paul-Loup Chatin (Toutes)    | Ben Keating (Toutes)               | Alex Quinn (1-2, 5, 11)          | Nicolas Lapierre (1)   |
| 55   |                           | Proton Competition        | Oreca 07 | James Allen (1)              | Gianmaria Bruni (1)                | Francesco Pizzi (1)              | Fred Poordad (1)       |
| 88   |                           | AF Corse                  | Oreca 07 | Nicklas Nielsen (1, 5)       | François Perrodo (1, 11)           | Matthieu Vaxiviere (1, 11)       | Julien Canal (1)       |
| 88   | Luís Pérez Companc (5)    | AF Corse                  | Oreca 07 | Lilou Wadoux (5)             | Emmanuel Collard (11)              |                                  |                        |

### LMP3
La classe LMP3 est composée de voitures répondant à la réglementation LMP3 mise en place par l'ACO et la FIA pour des championnats tels que le WeatherTech SportsCar Championship, l'European Le Mans Series et l'Asian Le Mans Series, c'est-à-dire un châssis Ligier, Duqueine Engineering, Ginetta ou ADESS AG (en), équipé d'un moteur Nissan VK56 5,6 l V8 Atmo. Il n'y a pas de BOP dans cette catégorie.
Les pneus Michelin sont utilisés par toutes les voitures.
| No.  | Pays                       | Écurie                       | Voiture            | Pilotes                          | Pilotes                        | Pilotes                           | Pilotes                 |
| LMP3 | LMP3                       | LMP3                         | LMP3               | LMP3                             | LMP3                           | LMP3                              | LMP3                    |
| ---- | -------------------------- | ---------------------------- | ------------------ | -------------------------------- | ------------------------------ | --------------------------------- | ----------------------- |
| 4    |                            | Ave Motorsports              | Ligier JS P320     | Tõnis Kasemets (2, 5, 8)         | Seth Lucas (2, 5, 8)           | Trenton Estep (2, 5)              | Antoine Corneau (6)     |
| 4    | George Staikos (6)         | Ave Motorsports              | Ligier JS P320     | Kevin Conway (10)                | John Geesbreght (10)           |                                   |                         |
| 13   |                            | AWA                          | Duqueine M30 - D08 | Matt Bell (Toutes)               | Orey Fidani (Toutes)           | Lars Kern (1-2, 5, 11)            | Moritz Kranz (1)        |
| 17   |                            | AWA                          | Duqueine M30 - D08 | Wayne Boyd (Toutes)              | Anthony Mantella (Toutes)      | Nicolás Varrone (en) (1-2, 5, 11) | Thomas Merrill (en) (1) |
| 29   |                            | Jr III Racing                | Ligier JS P320     | Bijoy Garg (8, 10)               | Colin Noble (8)                | Guilherme de Oliveira (10)        |                         |
| 30   |                            | Jr III Racing                | Ligier JS P320     | Garett Grist (Toutes)            | Dakota Dickerson (2, 5, 11)    | Ari Balogh (2, 6, 8, 10)          | Dylan Murry (5)         |
| 30   | Bijoy Garg (11)            | Jr III Racing                | Ligier JS P320     |                                  |                                |                                   |                         |
| 33   |                            | Sean Creech Motorsport       | Ligier JS P320     | João Barbosa (Toutes)            | Lance Willsey (1-2, 5-6, 10)   | Nico Pino (1-2, 5, 8)             | Nolan Siegel (en) (1)   |
| 36   |                            | Andretti Autosport           | Ligier JS P320     | Jarett Andretti (1-2, 5, 11)     | Gabby Chaves (1-2, 5, 11)      | Dakota Dickerson (1)              | Rasmus Lindh (1)        |
| 36   | Glenn van Berlo (2, 5, 11) | Andretti Autosport           | Ligier JS P320     |                                  |                                |                                   |                         |
| 38   |                            | Performance Tech Motorsports | Ligier JS P320     | Christopher Allen (1-2, 5)       | Connor Bloum (1, 5, 10)        | Cameron Shields (1, 11)           | John DeAngelis (1)      |
| 38   | Robert Mau (2)             | Performance Tech Motorsports | Ligier JS P320     | Alex Kirby (5)                   | Alexander Koreiba (10)         | Brian Thienes (11)                |                         |
| 38   | Jonathan Woolridge (11)    | Performance Tech Motorsports | Ligier JS P320     |                                  |                                |                                   |                         |
| 43   |                            | MRS GT-Racing                | Ligier JS P320     | Sebastián Álvarez (1)            | Danial Frost (1)               | Guilherme Oliveira (1)            | James French (1)        |
| 54   |                            | MLT Motorsports              | Ligier JS P320     | Jason Rabe (5, 10)               | Stevan McAleer (5)             | Andrew Pinkerton (5)              | Dakota Dickerson (10)   |
| 74   |                            | Riley Motorsports            | Ligier JS P320     | Gar Robinson (Toutes)            | Felipe Fraga (1-2, 5-6, 10-11) | Josh Burdon (1-2, 5, 8, 11)       | Glenn van Berlo (1)     |
| 85   |                            | JDC Miller Motorsports       | Duqueine M30 - D08 | Till Bechtolsheimer (1-2, 5, 11) | Tijmen van der Helm (1-2)      | Mason Filippi (1)                 | Luca Mars (1)           |
| 85   | Daniel Goldburg (2, 5, 11) | JDC Miller Motorsports       | Duqueine M30 - D08 | Rasmus Lindh (5, 11)             | Scott Andrews (8)              | Gerry Kraut (8)                   |                         |
| 87   |                            | FastMD Racing                | Duqueine M30 - D08 | Nick Boulle (1)                  | Antonio Serravalle (1)         | Yu Kanamaru (1)                   | James Vance (1)         |

### GT Daytona Pro
La classe GT Daytona est composée de voitures correspondant à la réglementation GT3 mise en place par la FIA. Les constructeurs Aston Martin, Audi, Bentley, BMW, Callaway, Ferrari, Honda, Lamborghini, Lexus, McLaren, Mercedes, Nissan et Porsche ont des voitures qui répondent au règlement mis en place.
Une Balance des Performances (BOP) est mise en place par l'IMSA afin d'harmoniser les performances des voitures. Les pneus Michelin sont utilisés par toutes les voitures.
| No.     | Pays                   | Écurie                   | Voiture                       | Pilotes                    | Pilotes                    | Pilotes                       | Pilotes                  |
| GTD Pro | GTD Pro                | GTD Pro                  | GTD Pro                       | GTD Pro                    | GTD Pro                    | GTD Pro                       | GTD Pro                  |
| ------- | ---------------------- | ------------------------ | ----------------------------- | -------------------------- | -------------------------- | ----------------------------- | ------------------------ |
| 3       |                        | Corvette Racing          | Chevrolet Corvette C8.R       | Antonio García (Toutes)    | Jordan Taylor (Toutes)     | Tommy Milner (1-2, 11)        |                          |
| 9       |                        | Pfaff Motorsports        | Porsche 911 GT3 R (992)       | Klaus Bachler (Toutes)     | Patrick Pilet (Toutes)     | Laurens Vanthoor (1-2)        | Kévin Estre (11)         |
| 14      |                        | Vasser - Sullivan Racing | Lexus RC F GT3                | Ben Barnicoat (Toutes)     | Jack Hawksworth (Toutes)   | Mike Conway (1)               | Kyle Kirkwood (2, 11)    |
| 23      |                        | Heart of Racing Team     | Aston Martin Vantage AMR GT3  | Ross Gunn (en) (Toutes)    | Alex Riberas (Toutes)      | David Pittard (1-2, 11)       |                          |
| 53      |                        | MDK Motorsports          | Porsche 911 GT3 R (992)       | Trenton Estep (1)          | Jason Hart (1)             | Mark Kvamme (1)               | Jan Magnussen (1)        |
| 61      |                        | AF Corse                 | Ferrari 296 GT3               | Simon Mann (5, 11)         | Miguel Molina (5, 11)      | Ulysse de Pauw (5)            | James Calado (11)        |
| 62      |                        | Risi Competizione        | Ferrari 296 GT3               | Davide Rigon (1-2, 5, 11)  | Daniel Serra (1-2, 5, 11)  | Alessandro Pier Guidi (1, 11) | James Calado (1)         |
| 62      | Gabriel Casagrande (2) | Risi Competizione        | Ferrari 296 GT3               |                            |                            |                               |                          |
| 63      |                        | Iron Lynx                | Lamborghini Huracán GT3 Evo 2 | Jordan Pepper (1-2, 5, 11) | Romain Grosjean (1-2)      | Andrea Caldarelli (1, 5)      | Mirko Bortolotti (1, 11) |
| 63      | Franck Perera (2, 11)  | Iron Lynx                | Lamborghini Huracán GT3 Evo 2 |                            |                            |                               |                          |
| 64      |                        | TGM / TF Sport           | Aston Martin Vantage AMR GT3  | Ted Giovanis (1)           | Hugh Plumb (1)             | Matt Plumb (1)                | Owen Trinkler (1)        |
| 79      |                        | WeatherTech Racing       | Mercedes-AMG GT3              | Jules Gounon (Toutes)      | Daniel Juncadella (Toutes) | Maro Engel (1-2, 11)          | Cooper MacNeil (1)       |
| 95      |                        | Turner Motorsport        | BMW M4 GT3                    | Bill Auberlen (1-2, 5)     | John Edwards (1-2, 5)      | Chandler Hull (1-2, 5)        | Bruno Spengler (1)       |

### GT Daytona
La classe GT Daytona composée de voitures correspondant à la réglementation GT3 mise en place par la FIA. Les constructeurs Aston Martin, Audi, Bentley, BMW, Callaway, Ferrari, Honda, Lamborghini, Lexus, McLaren, Mercedes, Nissan, et Porsche, ont des voitures qui répondent au règlement mis en place.
Une Balance des Performances (BOP) est mise en place par l'IMSA afin d'harmoniser les performances des voitures. Les pneus Michelin sont utilisés par toutes les voitures.
Cette classe étant une classe Pro-Am, chaque voiture ne doit pas être pilotée par plus de deux pilotes Platinium ou Or sur les courses d'endurance, et doivent être pilotées par au moins un pilote Argent ou Bronze sur les autres courses. Le départ doit obligatoirement être pris par le pilote Bronze ou Argent.
| No. | Pays                          | Écurie                            | Voiture                       | Pilotes                            | Pilotes                       | Pilotes                          | Pilotes                |
| GTD | GTD                           | GTD                               | GTD                           | GTD                                | GTD                           | GTD                              | GTD                    |
| --- | ----------------------------- | --------------------------------- | ----------------------------- | ---------------------------------- | ----------------------------- | -------------------------------- | ---------------------- |
| 1   |                               | Paul Miller Racing                | BMW M4 GT3                    | Bryan Sellers (Toutes)             | Madison Snow (Toutes)         | Corey Lewis (1-2, 5, 11)         | Maxime Martin (1)      |
| 12  |                               | Vasser - Sullivan Racing          | Lexus RC F GT3                | Frankie Montecalvo (Toutes)        | Aaron Telitz (Toutes)         | Parker Thompson (1-2, 5, 11)     | Kyle Kirkwood (1)      |
| 15  |                               | Lone Star Racing                  | Mercedes-AMG GT3              | Scott Andrews (10)                 | Anton Dias Perera (10)        |                                  |                        |
| 16  |                               | Wright Motorsports                | Porsche 911 GT3 R (992)       | Ryan Hardwick (1-2, 5, 11)         | Jan Heylen (1-2, 5, 11)       | Zacharie Robichon (1-2, 5, 11)   | Dennis Olsen (1)       |
| 19  |                               | Iron Lynx                         | Lamborghini Huracán GT3 Evo 2 | Raffaele Giammaria (1)             | Rolf Ineichen (1)             | Franck Perera (1)                | Claudio Schiavoni (1)  |
| 21  |                               | AF Corse                          | Ferrari 296 GT3               | Francesco Castellacci (1-2)        | Simon Mann (1-2)              | Luís Pérez Companc (1)           | Toni Vilander (1)      |
| 21  | Miguel Molina (2)             | AF Corse                          | Ferrari 296 GT3               |                                    |                               |                                  |                        |
| 023 |                               | Triarsi Competizione              | Ferrari 296 GT3               | Alessio Rovera (1-2, 5, 11)        | Charlie Scardina (1-2, 5, 11) | Onofrio Triarsi (1-2, 5, 11)     | Andrea Bertolini (1)   |
| 27  |                               | Heart of Racing Team              | Aston Martin Vantage AMR GT3  | Roman De Angelis (Toutes)          | Marco Sørensen (Toutes)       | Ian James (1-2, 5, 11)           | Darren Turner (1)      |
| 32  |                               | Team Korthoff Motorsports         | Mercedes-AMG GT3              | Mikaël Grenier (Toutes)            | Mike Skeen (en) (Toutes)      | Kenton Koch (en) (1-2, 5, 11)    | Maximilian Götz (1)    |
| 42  |                               | NTE Sport                         | Lamborghini Huracán GT3 Evo 2 | Jaden Conwright (1, 5)             | Alessio Deledda (1)           | Kerong Li (1)                    | Robert Megennis (1)    |
| 42  | Luke Berkeley (5)             | NTE Sport                         | Lamborghini Huracán GT3 Evo 2 | Rob Ferriol (5)                    |                               |                                  |                        |
| 44  |                               | Magnus Racing                     | Aston Martin Vantage AMR GT3  | Andy Lally (1-2, 4-5, 11)          | John Potter (1-2, 4-5, 11)    | Spencer Pumpelly (1-2, 5, 11)    | Nicki Thiim (1)        |
| 47  |                               | Cetilar Racing                    | Ferrari 296 GT3               | Antonio Fuoco (1-2, 5, 11)         | Roberto Lacorte (1-2, 5, 11)  | Giorgio Sernagiotto (1-2, 5, 11) | Alessandro Balzan (1)  |
| 57  |                               | Winward Racing                    | Mercedes-AMG GT3              | Russel Ward (1-3, 5-11)            | Philip Ellis (1-3, 6-11)      | Indy Dontje (1-2, 5, 11)         | Daniel Morad (1)       |
| 57  | Raffaele Marciello (5)        | Winward Racing                    | Mercedes-AMG GT3              |                                    |                               |                                  |                        |
| 66  |                               | Gradient Racing                   | Acura NSX GT3                 | Katherine Legge (Toutes)           | Sheena Monk (Toutes)          | Marc Miller (1-2, 5, 11)         | Mario Farnbacher (1)   |
| 70  |                               | Inception Racing                  | McLaren 720S GT3              | Brendan Iribe (Toutes)             | Frederik Schandorff (Toutes)  | Ollie Millroy (1-2, 5, 11)       | Marvin Kirchhöfer (1)  |
| 75  |                               | Sun Energy 1                      | Mercedes-AMG GT3              | Kenny Habul (1)                    | Axcil Jefferies (1)           | Fabian Schiller (1)              | Luca Stolz (1)         |
| 77  |                               | Wright Motorsports,               | Porsche 911 GT3 R (992)       | Alan Brynjolfsson (Toutes)         | Trent Hindman (Toutes)        | Max Root (1-2, 5, 11)            | Kévin Estre (1)        |
| 78  |                               | Forte Racing Powered by USRT (en) | Lamborghini Huracán GT3 Evo 2 | Misha Goikhberg (Toutes)           | Loris Spinelli (Toutes)       | Benjamin Hites (1-2)             | Marco Mapelli (1)      |
| 78  | Patrick Liddy (5, 11)         | Forte Racing Powered by USRT (en) | Lamborghini Huracán GT3 Evo 2 |                                    |                               |                                  |                        |
| 80  |                               | AO Racing                         | Porsche 911 GT3 R (992)       | P.J. Hyett (Toutes)                | Seb Priaux (Toutes)           | Gunnar Jeannette (1-2, 5, 11)    | Harry Tincknell (1)    |
| 83  |                               | Iron Dames                        | Lamborghini Huracán GT3 Evo 2 | Rahel Frey (1-2, 5, 11)            | Michelle Gatting (1-2, 5, 11) | Sarah Bovy (1-2)                 | Doriane Pin (1, 5, 11) |
| 91  |                               | KellyMoss with Riley              | Porsche 911 GT3 R (992)       | Alan Metni (1-10)                  | Kay van Berlo (1-10)          | Jaxon Evans (1-2, 5)             | Julien Andlauer (1)    |
| 92  |                               | KellyMoss with Riley              | Porsche 911 GT3 R (992)       | Alec Udell (Toutes)                | David Brule (1-2, 5-6, 8-11)  | Jeroen Bleekemolen (1, 3-4)      | Andrew Davis (1)       |
| 92  | Julien Andlauer (2, 5, 7, 11) | KellyMoss with Riley              | Porsche 911 GT3 R (992)       |                                    |                               |                                  |                        |
| 93  |                               | Racers Edge Motorsport with WTR   | Acura NSX GT3 Evo22           | Ashton Harrison (1-3, 5, 8, 10-11) | Kyle Marcelli (1-2, 5, 10-11) | Daniel Formal (1-2, 5, 11)       | Ryan Briscoe (1)       |
| 93  | Mario Farnbacher (3, 8)       | Racers Edge Motorsport with WTR   | Acura NSX GT3 Evo22           |                                    |                               |                                  |                        |
| 94  |                               | Andretti Autosport                | Aston Martin Vantage AMR GT3  | Jarett Andretti (4, 7, 10)         | Gabby Chaves (4, 7, 10)       |                                  |                        |
| 96  |                               | Turner Motorsport                 | BMW M4 GT3                    | Robby Foley (Toutes)               | Patrick Gallagher (Toutes)    | Michael Dinan (1-2, 5, 11)       | Jens Klingmann (1)     |
| 97  |                               | Turner Motorsport                 | BMW M4 GT3                    | Bill Auberlen (3-4, 6-11)          | Chandler Hull (3-4, 6-11)     | Thomas Merrill (en) (11)         |                        |

## Résultats
Les vainqueurs du classement général de chaque manche sont inscrits en caractères gras.
| Numéro | Course                      | Grand Tourisme Prototype (GTP)                             | Le Mans Prototype 2 (LMP2)                               | Le Mans Prototype 3 (LMP3)                                           | GT Daytona (Pro)                                         | GT Daytona                                              | Résultats |
| Numéro | Course                      | Écurie victorieuse                                         | Écurie victorieuse                                       | Écurie victorieuse                                                   | Écurie victorieuse                                       | Écurie victorieuse                                      | Résultats |
| Numéro | Course                      | Pilotes victorieux                                         | Pilotes victorieux                                       | Pilotes victorieux                                                   | Pilotes victorieux                                       | Pilotes victorieux                                      | Résultats |
| ------ | --------------------------- | ---------------------------------------------------------- | -------------------------------------------------------- | -------------------------------------------------------------------- | -------------------------------------------------------- | ------------------------------------------------------- | --------- |
| 1      | Daytona                     | no 60 Meyer Shank Racing w/ Curb Agajanian                 | no 55 Proton Competition                                 | no 17 AWA                                                            | no 79 WeatherTech Racing                                 | no 27 Heart of Racing Team                              | Résultats |
| 1      | Daytona                     | Tom Blomqvist Colin Braun Hélio Castroneves Simon Pagenaud | James Allen Gianmaria Bruni Francesco Pizzi Fred Poordad | Wayne Boyd Anthony Mantella Thomas Merrill (en) Nicolás Varrone (en) | Maro Engel Jules Gounon Daniel Juncadella Cooper MacNeil | Roman De Angelis Ian James Marco Sørensen Darren Turner | Résultats |
| 2      | Sebring                     | no 31 Whelen Engineering Racing                            | no 8 Tower Motorsports                                   | no 74 Riley                                                          | no 9 Pfaff Motorsports                                   | no 1 Paul Miller Racing                                 | Résultats |
| 2      | Sebring                     | Jack Aitken Pipo Derani Alexander Sims                     | John Farano Scott McLaughlin Kyffin Simpson              | Josh Burdon Felipe Fraga Gar Robinson                                | Klaus Bachler Patrick Pilet Laurens Vanthoor             | Corey Lewis Bryan Sellers Madison Snow                  | Résultats |
| 3      | Long Beach                  | no 6 Porsche Penske Motorsports                            | N'y participent pas                                      | N'y participent pas                                                  | no 14 Vasser - Sullivan Racing                           | no 1 Paul Miller Racing                                 | Résultats |
| 3      | Long Beach                  | Mathieu Jaminet Nick Tandy                                 | N'y participent pas                                      | N'y participent pas                                                  | Ben Barnicoat Jack Hawksworth                            | Bryan Sellers Madison Snow                              | Résultats |
| 4      | Laguna Seca                 | no 01 Cadillac Racing                                      | no 11 TDS Racing                                         | N'y participent pas                                                  | no 79 WeatherTech Racing                                 | no 91 KellyMoss with Riley                              | Résultats |
| 4      | Laguna Seca                 | Sébastien Bourdais Renger van der Zande                    | Mikkel Jensen Steven Thomas                              | N'y participent pas                                                  | Jules Gounon Daniel Juncadella                           | Alan Metni Kay van Berlo                                | Résultats |
| 5      | Watkins Glen                | no 25 BMW M Team RLL                                       | no 04 CrowdStrike Racing by APR                          | no 74 Riley Motorsports                                              | no 14 Vasser - Sullivan Racing                           | no 12 Vasser - Sullivan Racing                          | Résultats |
| 5      | Watkins Glen                | Connor De Phillippi Nick Yelloly                           | Ben Hanley George Kurtz Nolan Siegel                     | Josh Burdon Felipe Fraga Gar Robinson                                | Ben Barnicoat Jack Hawksworth                            | Frankie Montecalvo Aaron Telitz Parker Thompson         | Résultats |
| 6      | Mosport                     | no 60 Meyer Shank Racing w/ Curb Agajanian                 | N'y participent pas                                      | no 74 Riley Motorsports                                              | no 3 Corvette Racing                                     | no 1 Paul Miller Racing                                 | Résultats |
| 6      | Mosport                     | Tom Blomqvist Colin Braun                                  | N'y participent pas                                      | Felipe Fraga Gar Robinson                                            | Antonio García Jordan Taylor                             | Bryan Sellers Madison Snow                              | Résultats |
| 7      | Lime Rock                   | N'y participent pas                                        | N'y participent pas                                      | N'y participent pas                                                  | no 23 Heart of Racing Team                               | no 27 Heart of Racing Team                              | Résultats |
| 7      | Lime Rock                   | N'y participent pas                                        | N'y participent pas                                      | N'y participent pas                                                  | Ross Gunn (en) Alex Riberas                              | Roman De Angelis Marco Sørensen                         | Résultats |
| 8      | Road America                | no 7 Porsche Penske Motorsports                            | no 52 PR1 Mathiasen Motorsports                          | no 74 Riley                                                          | no 23 Heart of Racing Team                               | no 1 Paul Miller Racing                                 | Résultats |
| 8      | Road America                | Matt Campbell Felipe Nasr                                  | Paul-Loup Chatin Ben Keating                             | Josh Burdon Gar Robinson                                             | Ross Gunn (en) Alex Riberas                              | Bryan Sellers Madison Snow                              | Résultats |
| 9      | VIR                         | N'y participent pas                                        | N'y participent pas                                      | N'y participent pas                                                  | no 3 Corvette Racing                                     | no 1 Paul Miller Racing                                 | Résultats |
| 9      | VIR                         | N'y participent pas                                        | N'y participent pas                                      | N'y participent pas                                                  | Antonio García Jordan Taylor                             | Bryan Sellers Madison Snow                              | Résultats |
| 10     | Indianapolis Motor Speedway | no 6 Porsche Penske Motorsports                            | no 11 TDS Racing                                         | no 17 AWA                                                            | no 79 WeatherTech Racing                                 | no 57 Winward Racing                                    | Résultats |
| 10     | Indianapolis Motor Speedway | Mathieu Jaminet Nick Tandy                                 | Mikkel Jensen Steven Thomas                              | Wayne Boyd Anthony Mantella                                          | Jules Gounon Daniel Juncadella                           | Philip Ellis Russel Ward                                | Résultats |
| 11     | Road Atlanta                | no 60 Meyer Shank Racing w/ Curb Agajanian                 | no 04 CrowdStrike Racing by APR                          | no 30 Jr III Racing                                                  | no 79 WeatherTech Racing                                 | no 78 Forte Racing Powered by USRT (en)                 | Résultats |
| 11     | Road Atlanta                | Tom Blomqvist Colin Braun Hélio Castroneves                | Ben Hanley George Kurtz Nolan Siegel                     | Dakota Dickerson Bijoy Garg Garett Grist                             | Maro Engel Jules Gounon Daniel Juncadella                | Misha Goikhberg Patrick Liddy Loris Spinelli            | Résultats |

## Classement

### Attribution des points
Les points du championnat sont attribués dans chaque classe à l'arrivée de chaque épreuve. Les points sont alloués après les qualifications et la course en fonction des positions d'arrivée indiquées dans le tableau ci-dessous.
| Position       | 1   | 2   | 3   | 4   | 5   | 6   | 7   | 8   | 9   | 10  | 11  | 12  | 13  | 14  | 15  | 16  | 17  | 18  | 19  | 20  | 21  | 22 | 23 | 24 | 25 | 26 | 27 | 28 | 29 | 30+ |
| -------------- | --- | --- | --- | --- | --- | --- | --- | --- | --- | --- | --- | --- | --- | --- | --- | --- | --- | --- | --- | --- | --- | -- | -- | -- | -- | -- | -- | -- | -- | --- |
| Qualifications | 35  | 32  | 30  | 28  | 26  | 25  | 24  | 23  | 22  | 21  | 20  | 19  | 18  | 17  | 16  | 15  | 14  | 13  | 12  | 11  | 10  | 9  | 8  | 7  | 6  | 5  | 4  | 3  | 2  | 1   |
| Course         | 350 | 320 | 300 | 280 | 260 | 250 | 240 | 230 | 220 | 210 | 200 | 190 | 180 | 170 | 160 | 150 | 140 | 130 | 120 | 110 | 100 | 90 | 80 | 70 | 60 | 50 | 40 | 30 | 20 | 10  |

Points des pilotes
Des points sont attribués dans chaque classe à la fin de chaque épreuve.
Points des écuries
Les points des écuries sont calculés exactement de la même manière que les points des pilotes en utilisant le tableau de répartition des points. Chaque voiture inscrite est considérée comme sa propre « équipe », qu'il s'agisse d'une seule entrée ou d'une partie d'une équipe engageant deux voitures.
Points des constructeurs
Il existe également un championnat de constructeurs qui utilise le même tableau de répartition des points pour toute la saison. Les championnats constructeurs reconnus par l'IMSA sont les suivants:
Grand Tourisme Prototype (GTP) : Constructeur de châssis et de moteur
GT Daytona Pro (GTD Pro) : Constructeur automobile
GT Daytona (GTD) : Constructeur automobile
Chaque constructeur reçoit des points d'arrivée pour sa voiture la mieux classée dans chaque catégorie. Les positions des voitures suivantes provenant du même constructeur ne sont pas prises en compte, et tous les autres constructeurs montent dans le classement.
Exemple: Le constructeur A termine 1er et 2e lors d'un événement, et le constructeur B termine troisième. Le constructeur A reçoit 35 points de première place tandis que le constructeur B obtient 32 points de deuxième place.
Coupe d'Endurance d'Amérique du Nord
Le système de points de la Coupe d'Endurance d'Amérique du Nord est différent du système de points normal. Les points sont attribués selon un barème 5-4-3-2 que ce soit pour les pilotes, les équipes et les constructeurs. Ces points sont attribués de la façon suivante :
Daytona : Après 6h de course, 12h de course, 18h de course et à l'arrivée.
Sebring : Après 4h de course, 8h de course et à l'arrivée.
Watkins Glen : Après 3h de course et à l'arrivée.
Petit Le Mans : Après 4h de course, 8h de course et à l'arrivée.